# 王義翹
王义翘（1936年3月12日—2020年8月29日），男，江苏吴县人，美籍华裔生物科技与生化工程专家。美国国家工程院院士。

## 生平
1936年生于南京。1945年抗日战争胜利后随家人移居美国。1959年毕业于麻省理工学院，获化学工程学士学位，后留校深造，1961年取得硕士学位。1963年在宾夕法尼亚大学取得博士学位。1963年在美国陆军科研部门工作。1965年任麻省理工学院助教。1974年晋升教授。1985年创办生物工程技术中心，担任主任。1985年当选美国文理科学院院士。1986年当选美国国家工程院院士。1992年当选中央研究院院士。1996年成为麻省理工学院14名学院教授之一。
2007年，与学生谢良志共同发起成立北京义翘神州生物技术有限公司，投资额为10万美元。2014年因身体原因退出。
2020年8月29日在马萨诸塞州剑桥逝世。

## 家族
祖父王季同。父亲王守竞，母亲费令宜。